# Kanton La Brède
Kanton La Brède (fr. Canton de La Brède) je francouzský kanton v departementu Gironde v regionu Akvitánie. Tvoří ho 13 obcí.

## Obce kantonu
- Ayguemorte-les-Graves
- Beautiran
- La Brède
- Cabanac-et-Villagrains
- Cadaujac
- Castres-Gironde
- Isle-Saint-Georges
- Léognan
- Martillac
- Saint-Médard-d'Eyrans
- Saint-Morillon
- Saint-Selve
- Saucats